# No Name Boys
No Name Boys, estilizada como Иo Иame Boys, é uma claque não oficial que apoia o Sport Lisboa e Benfica, formada a 4 de março de 1992.

## História
Os No Name Boys são o maior movimento organizado de adeptos do Sport Lisboa e Benfica. Habitualmente, este grupo de sócios reúne-se no Topo Sul do Estádio da Luz para assistir aos jogos do Clube.

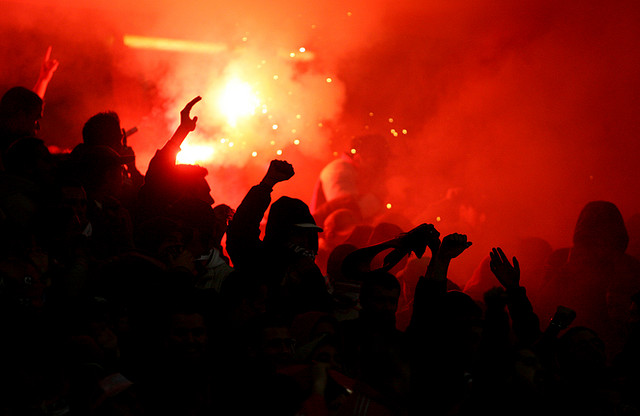
Иo Иame Boys com uma tocha.

Nasceram fruto de uma revolução no seio do grupo Diabos Vermelhos. Quando os seus elementos se afastaram dos Diabos Vermelhos, o grupo, passou-se a chamar "Diabos Vermelhos do Sul", mais tarde "Иo Иame Boys".
Em 1994, na deslocação a Split, três apoiantes do grupo perderam a vida; Gullit, Tino e Rita morreram num acidente de autocarro, quando regressavam de um jogo entre o Benfica e o Hajduk Split. Tempos antes do jogo, tinham apresentado uma faixa, em inglês, que dizia "Freedom for Croatia" ("Liberdade para a Croácia"). Deste acontecimento nasceu uma grande amizade entre os Иo Иame e a Torcida Split.
Em 1996, atravessaram uma profunda crise, graças ao ato de Hugo Inácio, que disparou um very light na final da Taça de Portugal de 1995–96 para uma área onde só se localizavam adeptos do Sporting, resultando na morte de Rui Mendes, sócio do Sporting, causando dois órfãos pequenos.
Em dezembro de 2020, o Ministério Público acusou 37 elementos da claque de 261 crimes. Em causa estão crimes como homicídio qualificado na forma tentada, ofensas à integridade física, furto, dano e atentado à segurança de transporte rodoviário. Um dos episódios de violência está relacionado com o apedrejamento ao autocarro do Benfica, em junho de 2020, que provocou ferimentos aos jogadores Julian Weigl e Andrija Živković.